# Michael Waterman
Pour les articles homonymes, voir Waterman.
Michael Spencer Waterman (né le 28 juin 1942) est professeur de biologie, de mathématiques et d'informatique à l'université du Sud de la Californie (USC), où il est titulaire d'une chaire d'associé en sciences biologiques, mathématiques et informatique. Il occupe auparavant des postes au Laboratoire national de Los Alamos et à l'université d'État de l'Idaho.

## Biographie
Il grandit près de Bandon, en Oregon et obtient un baccalauréat en mathématiques à l'université d'État de l'Oregon, suivi d'un doctorat en statistiques et probabilité à l'université d'État du Michigan en 1969,. Waterman décrit dans ses mémoires (sous le titre Getting Outide) son enfance passée dans un ranch isolé de la côte sud de l'Oregon au milieu du XXe siècle.

## Recherche et carrière
Waterman est l'un des fondateurs et des leaders du domaine de la bio-informatique. Il se concentre sur l'application des mathématiques, des statistiques et des techniques informatiques à la résolution de divers problèmes de biologie moléculaire. Ses travaux contribuent à l'élaboration de certains des outils les plus utilisés dans le domaine, en particulier, l'algorithme de Smith-Waterman (développé avec Temple F. Smith (en)) qui est à la base de nombreux programmes d'alignement de séquences. 
En 1988, Waterman et Eric Lander publient un article de référence décrivant un modèle mathématique pour l'alignement de génome. Ces travaux constituent l'une des pierres angulaires théoriques de bon nombre des projets ultérieurs de cartographie et de séquençage de l'ADN, en particulier le Projet Génome Humain. En 1995 avec Idury, Waterman introduit le concept d'assemblage ADN à l'aide de graphes de De Bruijn Eulerien, concept qui continue d'être utilisé pour l'assemblage de donnée de séquençage de second génération.
Avec Pavel A. Pevzner, (ancien chercheur postdoctoral dans son laboratoire), il crée la conférence internationale Research in Computational Molecular Biology (RECOMB), et il est l'un des rédacteurs fondateurs du Journal of Computational Biology. Waterman est enfin l'auteur de l'un des premiers manuels dans le domaine : Introduction to Computational Biology.

## Distinctions et honneurs
En 2011 il reçoit un doctorat honorifique de l'université de Tel Aviv. En 2013 il reçoit un doctorat honorifique de l'université du Danemark du Sud.
En 2015, avec Cyrus Chothia et David Haussler, il est récompensé par le prix Dan-David pour sa contribution dans le domaine de la bio-informatique. 
Il est membre de l'Académie américaine des arts et des sciences depuis 1995, membre de l'Académie nationale d'ingénierie des États-Unis depuis 2012, membre de l'Académie chinoise des sciences depuis 2013, membre de l'Académie nationale des sciences des États-Unis depuis 2001. Il est académicien de l'Académie des sciences française depuis 2005.
Il est élu ISCB Collègues en 2009 par la Société internationale pour la biologie computationnelle et se voit la même année décerner le prix Senior Scientist Award de l'ISCB.